# Kortrang
Kortrang (nep. कोर्तांग) – gaun wikas samiti w zachodniej części Nepalu w strefie Bheri w dystrykcie Jajarkot. Według nepalskiego spisu powszechnego z 2001 roku liczył on 419 gospodarstw domowych i 2558 mieszkańców (1237 kobiet i 1321 mężczyzn).